# كوتينين
كوتينين (بالإنجليزية: Cotinine)‏ هو مركب كيميائي شبه قلوي، والصيغة الجزيئية له هي: C10H12N2O.
يتواجد هذا المركب في التبغ وهو -أيضًا- المستقلب السائد للنيكوتين.
وكلمة كوتينين هي لفظ مقلوب لكلمة «نيكوتين». يُعَد الكوتينين مؤشِّرًا حيويًّا للتعرض لدخان التبغ. تتم دراسة هذا المركب -حاليًا- لاستخدامه في علاج الاكتئاب واضطراب ما بعد الصدمة والفصام ومرض الزهايمر ومرض باركنسون. طُوِّر الكوتينين مضادًا للاكتئاب مثل ملح حمض الفوماريك، فوماريت ليُباع تحت الاسم التجاري سكوتين (بالإنجليزية: Scotine)‏ ولكنه لم يُسَوَّق.
وعلى غرار النيكوتين، فإن الكوتينين يرتبط بمستقبلات الأسيتيل كولين العصبية للنيكوتين، وينشطها، ويزيل حساسيتها، وإن كان بفاعلية أقل بكثير. أما فيما يخص النماذج الحيوانية فقد أظهرت أن للكوتينين تأثيرات منشطة للذهن ومضادة للذهان.
اُقترح توسط بعض تأثيرات النيكوتين في الجهاز العصبي عن طريق الكوتينين و / أو التفاعلات المعقدة مع النيكوتين نفسه، وذلك لأن الكوتينين هو المستقلب الرئيسي للنيكوتين وقد ثبت أنه نَشِط دوائيًّا.

## مصدر الكوتينين
الكوتينين هو أحد قلويدات التبغ الثانوية التي تشمل النورنيكوتين والأنتابين وغيرها في منتجات التبغ.

## آلية العمل
يرتبط الكوتينين - على غرار النيكوتين - وينشط ويزيل حساسية مستقبلات النيكوتين العصبية، وإن كان ذلك بفاعلية أقل بكثير. في سياق التجارب العلمية، أظهر تأثيرات الكوتينين كمنشط الذهن ومضادة للذهان.

## علم السموم
في تجارب أجريت على الفئران، أظهر الكوتينين عند تناوله عن طريق الفم وداخل الصفاق نعاسًا وسلوكًا ضعيفًا، وعند زيادة الجرعات تحدث الانفعالات الشديدة وضيق التنفس، كانت السمية المحددة في الفئران عند الجرعة المميتة الوسطية (LD50 ) بين 930 مجم / كجم (داخل الصفاق) و1604 مجم / كجم (عن طريق الفم ).